# Gottfried Hoffmann (Theologe)

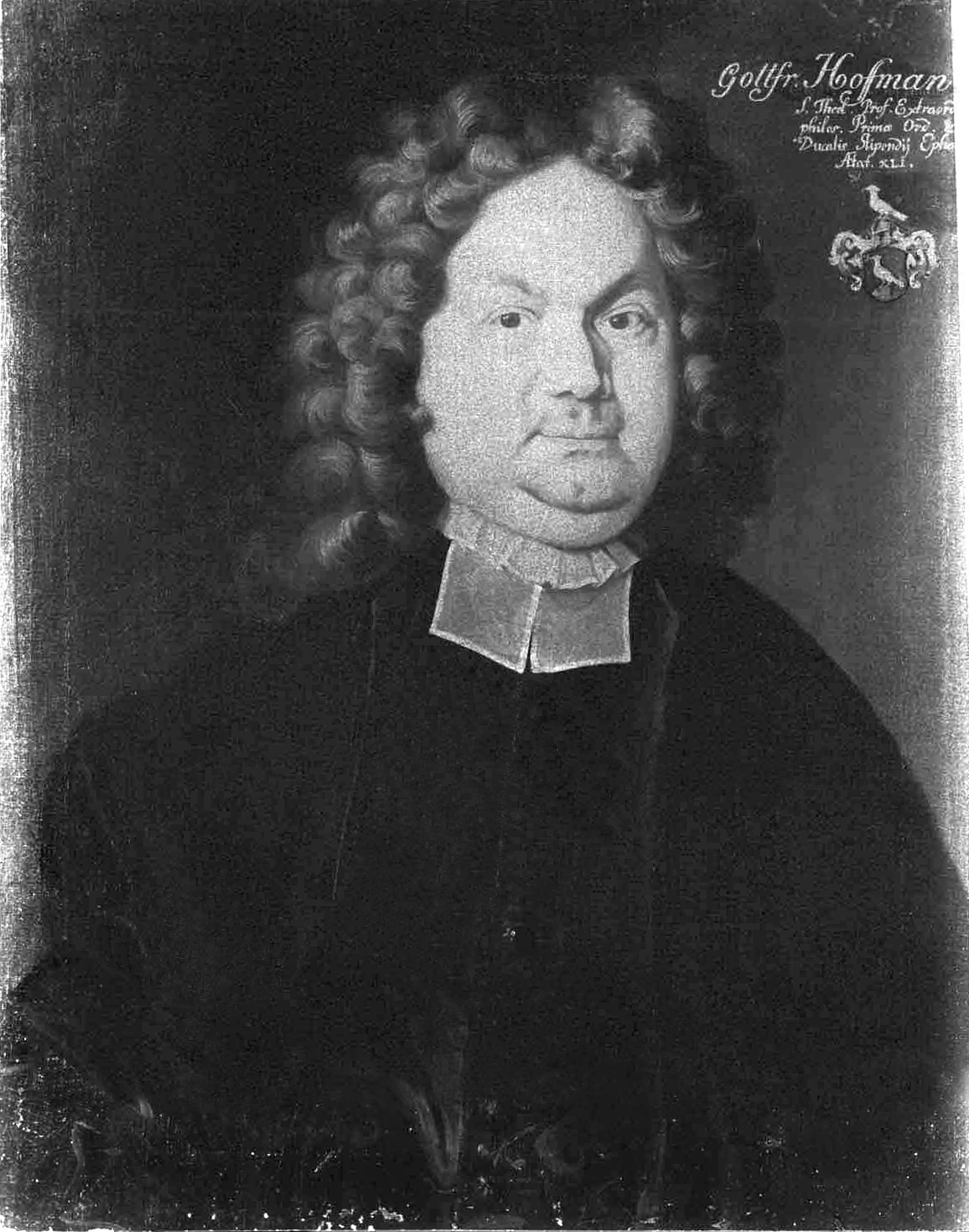
Gottfried Hoffmann auf einem Bild in der Tübinger Professorengalerie

Gottfried Hoffmann (* 13. Mai 1669 in Stuttgart; † 8. Dezember 1728 in Tübingen) war ein deutscher lutherischer Theologe sowie Professor und Rektor an der Universität Tübingen.

## Leben
Gottfried Hoffmann immatrikulierte sich am 18. Januar 1681 an der Universität Tübingen. Er wurde noch 1681 Tübinger Stift und zugleich Diskantist. Am 12. August 1685 wurde er zum Magister graduiert und studierte dann Theologie. 1688 trat er eine Bildungsreise durch die deutschen Lande, die Niederlande sowie England an. Dabei wurde er am 15. Juni 1688 an der Universität Straßburg immatrikuliert. 1691 wurde er Stadtvikar in Stuttgart, ab 1692 Diakon an St. Leonhard, der Hospital- und ab 1700 Oberdiakon der Stiftskirche in Stuttgart. Zugleich war er Prediger und Beichtvater der verwitweten Herzogin von Mömpelgard. 1707 wurde er ordentlicher Professor für Logik und Metaphysik in Tübingen, zugleich Ephorus. 1716 wurde er außerordentlicher Professor für Theologie (4. Lehrstuhl). 1716 wurde er zum Dr. theol. promoviert und wurde ordentlicher Professor für Theologie (4. Lehrstuhl). 1720 wurde er zunächst 3., später dann 2. ordentlicher Professor für Theologie. 1713 und 1722 war er Rektor der Universität Tübingen.
Sein 1710 gemaltes Porträt hängt in der Tübinger Professorengalerie.
Georg Friedrich Steinweeg war sein Schwiegersohn.